# Alfred Manessier
Alfred Manessier (n. 5 decembrie 1911, Saint-Ouen, Picardie⁠(d), Franța – d. 1 august 1993, Orléans, Franța) a fost un pictor francez.
1. ↑  Alfred Manessier, AGORHA
2. 1 2 3  Autoritatea BnF, accesat în 10 octombrie 2015
3. 1 2  The Fine Art Archive, accesat în 1 aprilie 2021
4. 1 2  Alfred Manessier, Brockhaus Enzyklopädie, accesat în 9 octombrie 2017
5. 1 2  Alfred Manessier (în engleză), RKDartists
6. ↑  Alfred, Léon, Nestor Manessier, Benezit Dictionary of Artists, accesat în 9 octombrie 2017
7. ↑  „Alfred Manessier”, Gemeinsame Normdatei, accesat în 31 decembrie 2014
8. ↑  Museum of Modern Art online collection, accesat în 4 decembrie 2019
9. ↑  RKDartists, accesat în 2 martie 2018
10. ↑  CONOR.SI[*] Verificați valoarea |titlelink= (ajutor)
11. ↑   https://www.siv.archives-nationales.culture.gouv.fr/siv/rechercheconsultation/consultation/ir/pdfIR.action?irId=FRAN_IR_026438, accesat în 6 mai 2019 Lipsește sau este vid: |title= (ajutor)